# گرالد ولزی
گرالد ولزی (لاتین: Giraldus Cambrensis؛ ۱۱۴۶ – ۱۲۲۳ (حدود ۷۷ سال))، آرکیداکون برکون و تاریخ‌نگار کامبرو-نورمن در قرن ۱۲ و ۱۳ میلادی بود. وی به عنوان منشی شاه و دو اسقف‌اعظم، به سفرهای زیادی می‌رفت و شرحی از مشاهدات خود مکتوب می‌کرد. وی در فرانسه تحصیل و تدریس کرد و چندین بار به رم سفر نمود و با پاپ وقت دیدار کرد. با وجود تلاش‌ها و امیدها، نتوانست به مقام اسقف‌اعظمی برسد و پس از بازنشستگی مابقی عمر خود را صرف تحصیل و نوشتن آثار خود کرد که اکثر آثار وی باقی مانده‌اند.